# موتور بنزینی

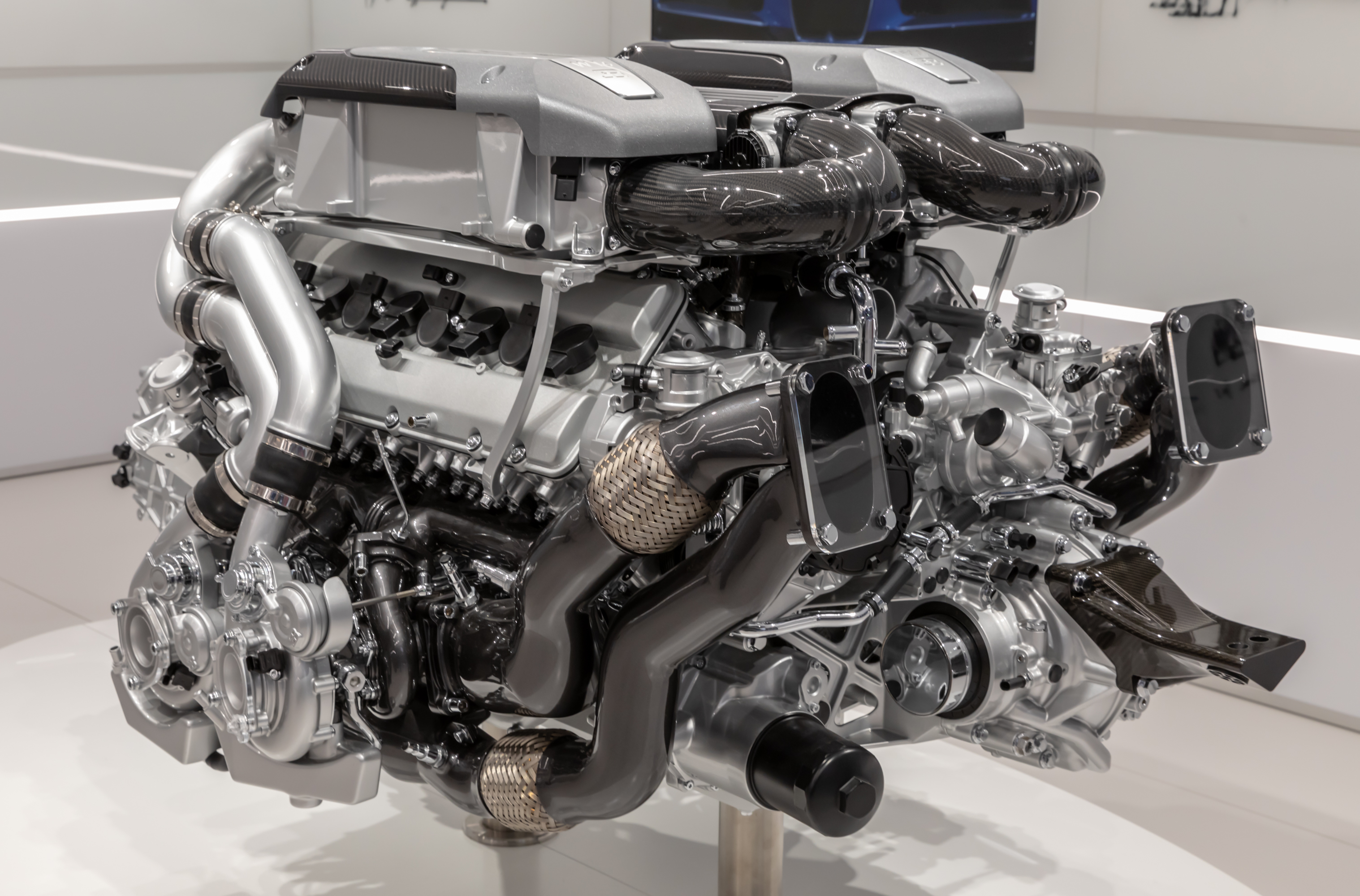
موتور W۱۶ بوگاتی شیرون

 موتور‌ بنزینی، (به انگلیسی: Petrol engine) گونه‌ای موتور درون‌سوز است که در آن از چرخه اتو برای تولید توان استفاده می‌شود. فرق اصلی آن با دیگر موتورها استفاده از جرقه شمع برای اشتعال است.

## دید کلی
به‌طور کلی موتورهای درون‌سوز بر مبنای دفعات توان در هر دور چرخش موتور به دو دسته کلی موتورهای دو زمانه و موتورهای چهار زمانه تقسیم می‌شوند. موتورهای دوزمانه از لحاظ ساختاری ساده‌ترند اما موتورهای چهارزمانه کارایی بیشتری دارند.

## تاریخچه
نخستین قدم مهم برای توسعه موتورهای چهارزمانه در اواسط قرن نوزدهم میلادی انجام گرفت. در این زمان یک مهندس فرانسوی به نام بودور شا چهار اصل اساسی را برای کار کردن موتورهای احتراقی ارائه کرد. که در واقع توسعه این اصول و به‌کارگیری آن‌ها باعث ساخته شدن موتورهای چهارزمانه گردید. این اصول به قرار زیرند:
1. محفظه احتراق باید کوچکترین نسبت سطح به حجم ممکن را داشته باشد.
2. فرایند انبساط باید تا حد ممکن سریع انجام شود.
3. تراکم در ابتدای مرحله انبساط باید تا حد امکان زیاد باشد.
4. کورس انبساط می‌بایست تا حد امکان زیاد باشد.

پس از تلاش‌های فراوانی که برای محقق کردن این اصول در ساخت موتورها انجام گرفت در سال ۱۸۷۶ یک مهندس آلمانی به نام نیکلاوس گاوست اتو توانست موتوری را به ثبت برساند که همان چرخه چهارزمانه را به کار می‌بست. این چهار عمل عبارتند از:
1. مرحله مکش
2. مرحله تراکم
3. مرحله توان
4. مرحله تخلیه

که در بیشتر موتورهای امروزی به‌کار می‌روند.

## ساختمان موتور چهارزمانه
موتورهای چهارزمانه خود گروهی از موتورهای درون‌سوز هستند. موتورهای درون‌سوز برای کار کردن به یک سری قطعات و سامانه‌ها نیازمندند. نظیر سامانه سوخت رسانی، بدنه موتور، سامانه سوپاپ‌ها، سامانه خنک‌کننده و … اما موتورهای چهارزمانه دارای سازوکارهایی می‌باشند که انجام چهار مرحله مکش، تراکم، توان و تخلیه را به صورت مجزا ممکن می‌سازد (در موتورهای دوزمانه مراحل مکش و توان و تخلیه و تراکم با هم انجام می‌شوند) این سازوکارها عبارتند از:
1. سامانه سوخت‌رسانی و تنظیم سوخت
2. سامانه سوپاپ‌ها
3. مانیفولد هوا و مانیفولد دود
4. سامانه زمان‌بندی اشتعال

## سیکل موتورهای بنزینی چهارزمانه

موتور چهار زمانه

### مرحله مکش
پیستون از نقطه بالایی سیلندر شروع به حرکت رو به پایین می‌کند، سوپاپ هوا باز می‌شوند، پیستون پایین می‌رود و اجازه می‌دهد با مکشی که ایجاد می‌کند مخلوط سوخت و هوا سیلندر را پر کند. این مرحله تنفس یک سیلندر درون موتور چهارزمانه درونسوز است. مقدار کمی سوخت احتیاج است تا هوا مخلوط شده در این مرحله وارد موتور گردد.

### مرحله تراکم
در این مرحله پیستون شروع به بالا آمدن می‌کند تا مخلوط سوخت و هوای وارد موتور شده را کمپرس کند. در این مرحله سوپاپ هوا شروع به بستن می‌کند. کمپرس کردن مخلوط سوخت و هوا کمک می‌کند که انفجار قوی تری داشته باشیم.

### مرحله توان
وقتی که پیستون در انتهای مرحله دوم به بالاترین نقطه سیلندر می‌رسد، شمع جرقه می‌زند تا مخلوط سوخت و هوا را منفجر سازد، با انفجار مخلوط سوخت و هوا پیستون به پایین رانده می‌شود و انرژی سوخت را به انرژی حرکتی تبدیل می‌کند.

### مرحله تخلیه
وقتی که پیستون به پایین‌ترین نقطه کورس خود در پایان مرحله احتراق می‌رسد سوپاپ دود شروع به بازشدن می‌کنند، با بالا آمدن پیستون دود داخل سیلندر به بیرون رانده می‌شود و از طریق لوله اگزوز به خارج هدایت می‌شود. حالا موتور برای انجام چرخه بعدی آماده است، بنابراین مجدداً به وسیلهٔ مقداری سوخت و هوا شارژ می‌شود.

## سیکل موتورهای بنزینی دو زمانه

### زمان اول

موتور دو زمانه

پیستون از نقطه مرگ بالا پس از متراکم نمودن گاز و ایجاد احتراق به طرف نقطه مرگ پایین حرکت می‌کند.
۱-در طی این عمل ضمن انتقال قدرت احتراق به میل‌لنگ، سوخت (شامل بنزین و هوا) از دریچه‌ای وارد محفظه کارتل در زیر پیستون می‌شود.
ورود هوا از این دریچه به دو صورت عملی می‌گردد:
الف - در موتورهای کوچک به علت حرکت سریع پیستون به طرف بالا و افزایش حجم زیر پیستون و تولید خلأ
ب - در موتورهای بزرگ دو زمانه عمل شستشو توسط توربو شارژ، هوا به داخل سیلندرها پمپ می‌شود تا میزان فشردگی هوا در سرسیلندرها افزایش یابد.
۲-با حرکت بیشتر پیستون به طرف پایین دریچه خروجی واقع در بدنه سیلندر باز شده، پس‌ماند احتراق از آن تخلیه می‌شود هم‌زمان با این عمل دریچه ورودی بسته شده با کوچک شدن حجم کارتل هوای محبوس در آن فشرده می‌گردد، این حرکت به پیش‌تراکم معروف است ضمن پایین رفتن پیستون دریچه ارتباطی بین محفظه کارتل و قسمت بالای پیستون باز شده هوای پیش‌تراکم کارتل به بالای پیستون وارد می‌شود برای آنکه مقاومتی در مقابل هوا نباشد سر پیستون به شکل خاصی طراحی شده‌است تا به کمک انحنای آن، هوا به قسمت بالای پیستون وارد شده، ضمن پرکردن منطقه، موجب خروج دودهای پس‌ماند احتراق قبلی می‌گردد.
این عمل را جارو کردن اتاق احتراق با مخلوط تازه گویند با این تفاوت وصف موتورهای دو زمانه به علت کمی زمان عملیات توانایی تخلیه کامل دود را ندارند و این امر یکی از معایب آن به حساب می‌آید.

### زمان دوم
پیستون به طرف بالا حرکت می‌کند و هم‌زمان با آن:
الف- جریان هوای پمپ شده از طریق کارتل به بالای پیستون رانده می‌شود و موجب تخلیه پس ماند احتراق قبلی می‌گردد.
ب-دریچه خروجی بسته شده در نتیجه هوای موجود در بالای پیستون به‌تدریج متراکم می‌گردد.
ج-وقتی پیستون به نقطه مرگ بالا رسیده شمع جرقه می‌زند و با فشار ناشی از احتراق پیستون را به سمت پایین می‌راند.